# Kristin Jansson
Ingela Kristin Jansson, tidigare Ingela Jansson, född 1980, är en friskvårdskonsult och före detta bilförsäljare från Mariestad i Sverige. Hon har blivit medialt omskriven efter att hon blivit åtalad i Sverige för flera fall av grovt bedrägeri, samt blivit dömd för människosmuggling och bedrägeri i Etiopien och suttit drygt åtta år i etiopiskt fängelse. Hon har blivit uppmärksammad för sin självbiografiska bok Mina åtta år i Kality.

## Biografi
Jansson växte upp i en bilhandlarfamilj i Västergötland och arbetade under många år som bilförsäljare. Hon hamnade i kriminella kretsar och dömdes 2007 i Sverige till fängelse i två och ett halvt år för flera fall av grovt bedrägeri på miljonbelopp mot finansbolag, bilfirmor, hotell och sin egen familj utförda under 2000-talet. Jansson försvann i slutet av den pågående rättegången i Huddinge tingsrätt i december 2006 och efterlystes av Interpol. Jansson flydde från Sverige till Etiopien för att undgå fängelsestraffet. Svea hovrätt rev upp domen eftersom det inte är tillåtet att avsluta rättegångar utan att den åtalade är närvarande. I samband med detta hävdes även sekretessen kring Janssons identitet. Jansson har beskrivits i media som "Storbedragerskan" och som en av Sveriges värsta bedragare.
Efter att varit efterlyst i tre år greps Jansson 2010 i Etiopien, där hon 2011 dömdes för människosmuggling och bedrägeri till 55 års fängelse, vilket i praktiken betyder 25 år. Hon avtjänade sitt straff i Kalitifängelset i Addis Abeba och benådades den 1 februari 2018 av den etiopiska regeringen på grund av hälsoskäl varefter hon återvände till Sverige. Den 25 januari 2018 lades det svenska bedrägerimålet ner, exakt en vecka innan dateringen på benådningsbrevet från Etiopiens president.
Jansson har sedan återkomsten till Sverige avlagt examen som friskvårds- och kostkonsult med kbt-inriktning och vidareutbildar sig till socialpedagog med interkulturell profil.

### Mina åtta år i Kality
Jansson är tillsammans med Lena Lindehag författare till boken Mina åtta år i Kality som utgavs i december 2020. Boken beskriver det hårda livet i fängelset Kality, där Jansson var nära att dö när hennes kropp försvagades av brist på mat och sjukvård, men beskriver även oväntad vänskap och värme bland de andra kvinnorna i fängelset.